# Championnats du monde de cyclisme sur piste 1898
Navigation
Glasgow 1897 Montréal 1899
Les Championnats du monde de cyclisme sur piste 1898 ont eu lieu à Vienne en Autriche-Hongrie, du 8 au 12 septembre 1898.

## Résultats

### Podiums professionnels
| Compétition | Or                             | Argent                         | Bronze                  |
| ----------- | ------------------------------ | ------------------------------ | ----------------------- |
| Vitesse     | George A. Banker États-Unis    | Franz Verheyen Empire allemand | Edmond Jacquelin France |
| Demi-fond   | Richard Palmer Grande-Bretagne |                                |                         |

### Podiums amateurs
| Compétition | Or                                 | Argent                         | Bronze                              |
| ----------- | ---------------------------------- | ------------------------------ | ----------------------------------- |
| Vitesse     | Paul Albert Empire allemand        | Ludwig Opel Empire allemand    | Thomas Summersgill Grande-Bretagne  |
| Demi-fond   | Albert-John Cherry Grande-Bretagne | Gunther Gräben Empire allemand | Anton Huneck Empire austro-hongrois |

## Tableau des médailles
| Rang  | Nation                 | Or | Argent | Bronze | Total |
| ----- | ---------------------- | -- | ------ | ------ | ----- |
| 1     | Royaume-Uni            | 2  | 0      | 1      | 3     |
| 2     | Allemagne              | 1  | 3      | 0      | 4     |
| 3     | États-Unis             | 1  | 0      | 0      | 1     |
| 4     | Empire austro-hongrois | 0  | 0      | 1      | 1     |
| -     | France                 | 0  | 0      | 1      | 1     |
| Total | Total                  | 4  | 3      | 3      | 10    |